# Auribeau
Pour les articles homonymes, voir Auribeau (homonymie).
Auribeau est une commune française située dans le département de Vaucluse, en région Provence-Alpes-Côte d'Azur.

## Géographie
Le village est situé sur le flanc nord du grand Luberon, à l'extrémité du plateau des Claparèdes, à environ 9 km de la sous-préfecture d'Apt.

### Communes limitrophes
| Saignon   | Saignon  | Castellet          |
| Sivergues | Auribeau | Castellet          |
| Sivergues | Cucuron  | Cabrières-d'Aigues |

### Relief
Le village est le point de départ d'une des possibles ascensions du Mourre Nègre, le point culminant du Grand Luberon avec ses 1 125 m.

### Géologie
La commune couvre une partie du nord du Grand Luberon. Les premières pentes du massif du Luberon sont composées de sols du Miocène avec molasses calcaires, sables et marnes. le reste est composé de calcaires plus ou moins marneux de l’Hauterivien - Crétacé. Ces calcaires sont plutôt tendres, ce qui confère au Luberon un relief plutôt arrondi.

### Hydrographie
C’est sur le territoire de cette commune, au sud-ouest du village, que l’Aigue Brun, rivière de 22,8 km, affluent de la Durance, prend sa source. Certains affluents de cette rivière arrosent également la commune, comme le vallon de la Petarelle.

### Sismicité
Les cantons de Bonnieux, Apt, Cadenet, Cavaillon, et Pertuis sont classés en zone Ib (risque faible). Tous les autres cantons du département de Vaucluse sont classés en zone Ia (risque très faible). Ce zonage correspond à une sismicité ne se traduisant qu'exceptionnellement par la destruction de bâtiments.
Le 15 juin 1835, à 4 heures du matin, un violent séisme fit trembler la terre sur le versant sud du Massif du Luberon et fut ressenti de Castellet à Saignon.

### Climat
Pour des articles plus généraux, voir Climat de Provence-Alpes-Côte d'Azur et Climat de Vaucluse.
En 2010, le climat de la commune est de type climat méditerranéen altéré, selon une étude du Centre national de la recherche scientifique s'appuyant sur une série de données couvrant la période 1971-2000. En 2020, Météo-France publie une typologie des climats de la France métropolitaine dans laquelle la commune est exposée à un climat méditerranéen et est dans la région climatique Provence, Languedoc-Roussillon, caractérisée par une pluviométrie faible en été, un très bon ensoleillement (2 600 h/an), un été chaud (21,5 °C), un air très sec en été, sec en toutes saisons, des vents forts (fréquence de 40 à 50 % de vents > 5 m/s) et peu de brouillards.
Pour la période 1971-2000, la température annuelle moyenne est de 11,9 °C, avec une amplitude thermique annuelle de 17,7 °C. Le cumul annuel moyen de précipitations est de 865 mm, avec 5,8 jours de précipitations en janvier et 3,1 jours en juillet. Pour la période 1991-2020, la température moyenne annuelle observée sur la station météorologique de Météo-France la plus proche, « Apt-Viton », sur la commune d'Apt à 7 km à vol d'oiseau, est de 13,9 °C et le cumul annuel moyen de précipitations est de 770,3 mm. 
La température maximale relevée sur cette station est de 43,6 °C, atteinte le 28 juin 2019 ; la température minimale est de −16,4 °C, atteinte le 7 janvier 1985,,.
Les paramètres climatiques de la commune ont été estimés pour le milieu du siècle (2041-2070) selon différents scénarios d'émission de gaz à effet de serre à partir des nouvelles projections climatiques de référence DRIAS-2020. Ils sont consultables sur un site dédié publié par Météo-France en novembre 2022.

## Urbanisme

### Typologie
Au 1er janvier 2024, Auribeau est catégorisée commune rurale à habitat dispersé, selon la nouvelle grille communale de densité à sept niveaux définie par l'Insee en 2022.
Elle est située hors unité urbaine. Par ailleurs la commune fait partie de l'aire d'attraction d'Apt, dont elle est une commune de la couronne,. Cette aire, qui regroupe 18 communes, est catégorisée dans les aires de moins de 50 000 habitants,.

### Occupation des sols
L'occupation des sols de la commune, telle qu'elle ressort de la base de données européenne d’occupation biophysique des sols Corine Land Cover (CLC), est marquée par l'importance des forêts et milieux semi-naturels (80,8 % en 2018), une proportion identique à celle de 1990 (80,8 %). La répartition détaillée en 2018 est la suivante :
forêts (76,3 %), zones agricoles hétérogènes (19,2 %), milieux à végétation arbustive et/ou herbacée (4,4 %). L'évolution de l’occupation des sols de la commune et de ses infrastructures peut être observée sur les différentes représentations cartographiques du territoire : la carte de Cassini (XVIIIe siècle), la carte d'état-major (1820-1866) et les cartes ou photos aériennes de l'IGN pour la période actuelle (1950 à aujourd'hui).

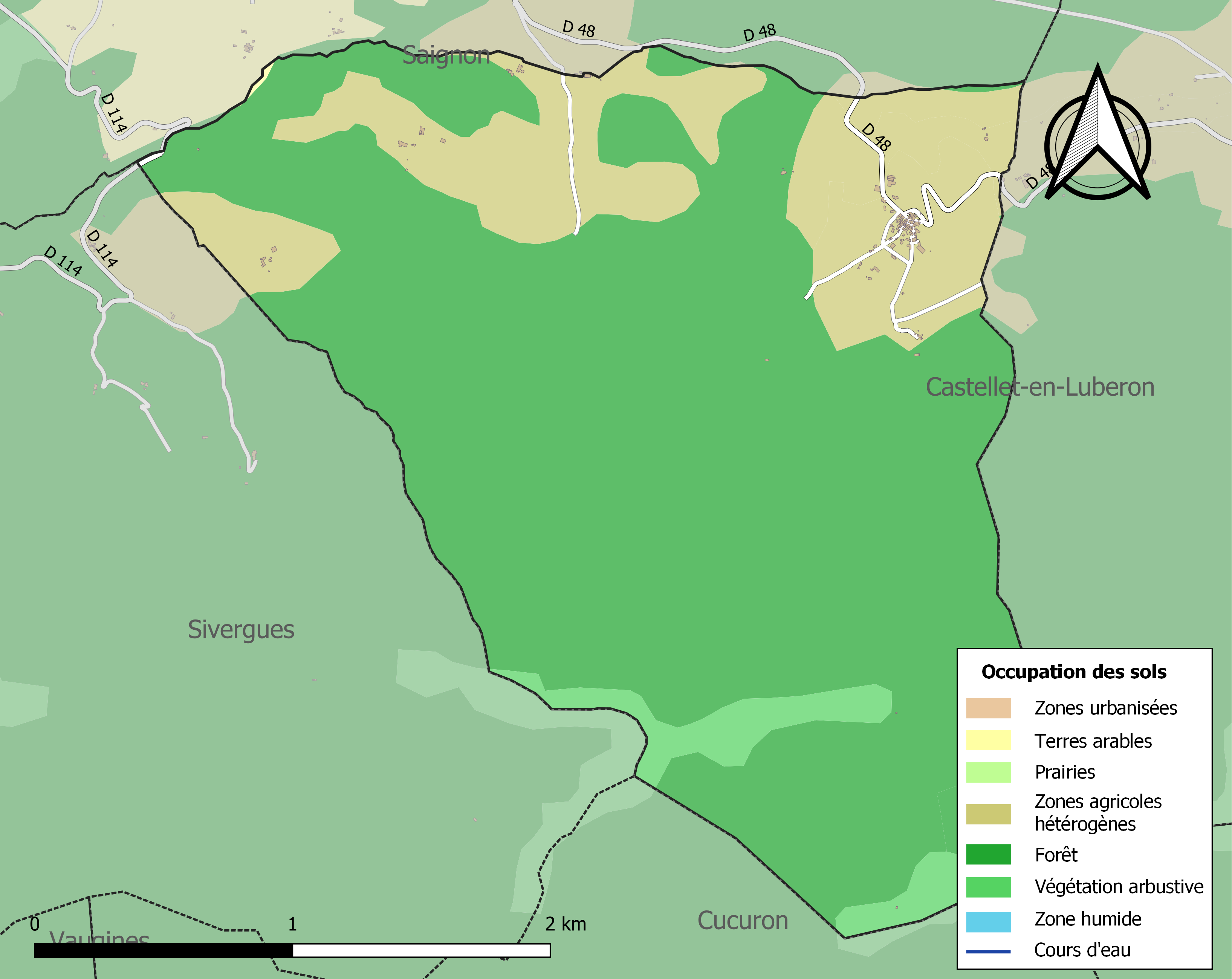
Carte des infrastructures et de l'occupation des sols de la commune en 2018 (CLC).

## Toponymie
Le nom de la localité est attesté sous la forme de Auribello en 1274.
Auribèu en occitan.
Ce toponyme dérive du latin Auribellum, de l'occitan aurivèl et semblerait signifier un endroit exposé au « vent fougueux ».

## Histoire

### Préhistoire et Antiquité
Dans des abris sous roche, on a découvert maintes traces du passage des hommes néolithiques (fusaïoles, silex taillés) et de l’âge du bronze (armes). Le village se trouve en effet au débouché d’un des anciens chemins ligures qui faisaient communiquer les vallées du Calavon et de la Durance par les cols du massif du Luberon. Cette voie fut utilisée durant toute l’Antiquité.
Un des historiens du Vaucluse, Jules Courtet, notait au milieu du XIXe siècle « On y trouve journellement des médailles phocéennes et romaines, des instruments antiques de fer et de cuivre », des monnaies grecques ont même été découvertes sur les crêtes du Luberon.
Cette voie de passage dut permettre le trafic de métal précieux puisque Charles Rostaing, le grand spécialiste de la toponymie, a donné comme origine à Auribeau (de Auribello, 1008) : aureum = or et bail = altération de val, soit la « vallée de l'or ».
Ce site fut de tout temps occupé puisqu’on ne compte plus ni les oppida couverts de clapas (restes d’anciennes bories le plus souvent préhistoriques) constituant le fameux plateau des Claparèdes, ni les chemins creusés à flanc de rochers menant à des villages-refuges au temps des grandes invasions.

### Moyen Âge
Le castrum est créé dans un territoire vierge, au XIIe siècle.
Le fief d'Auribeau relevait du comté de Forcalquier au XIIe siècle. Lorsque ce comté perd son indépendance en 1209, à la mort de Guillaume II, un de ses neveux, Guillaume de Sabran tente de le relever. Après une lutte de dix ans, il passe un accord à Meyrargues le 29 juin 1220 avec Raimond Bérenger IV, comte de Provence et lui aussi héritier du comté de Forcalquier. Par cet accord, la moitié sud du comté, dont Auribeau, lui est donnée. Guillaume de Sabran conserve sa moitié de comté jusqu'à sa mort, vers 1250.
Entre la fin du XIIIe siècle et le début du XIVe, la seigneurie appartenait aux Simiane. Le premier seigneur connu portait le nom de Bertrand-Rambaud, il était le fils de Bertrand-Rambaud de Simiane, seigneur de Saignon aux alentours de 1242. Ses trois filles Rambaude, Rousse et Mabille héritèrent de ses fiefs mais vendront leurs droits en 1313 puis en 1319 au comte de Provence Robert d’Anjou, roi de Naples.
Sa petite-fille, la reine Jeanne, en 1354, céda ce fief à Bertrand de Meissenier, évêque d’Apt, ses successeurs l’inféoderont ensuite à différentes familles nobles les Roti (XVe), les Brandis et les Bot-Cardenas (XVIe) et les Ferrier (XVIIe).
1530, fondation du village actuel.

### La création duVaucluse
Le 12 août 1793 fut créé le département de Vaucluse, constitué des districts d'Avignon et de Carpentras, mais aussi de ceux d'Apt et d'Orange, qui appartenaient aux Bouches-du-Rhône, ainsi que du canton de Sault, qui appartenait aux Basses-Alpes.

### Héraldique
| Blason de Auribeau | Blason  | D'or à l'oreille humaine de gueules.                                                              |
| Blason de Auribeau | Détails | Armes parlantes (auris bella = belle oreille). . Le statut officiel du blason reste à déterminer. |

## Politique et administration

### Liste des maires

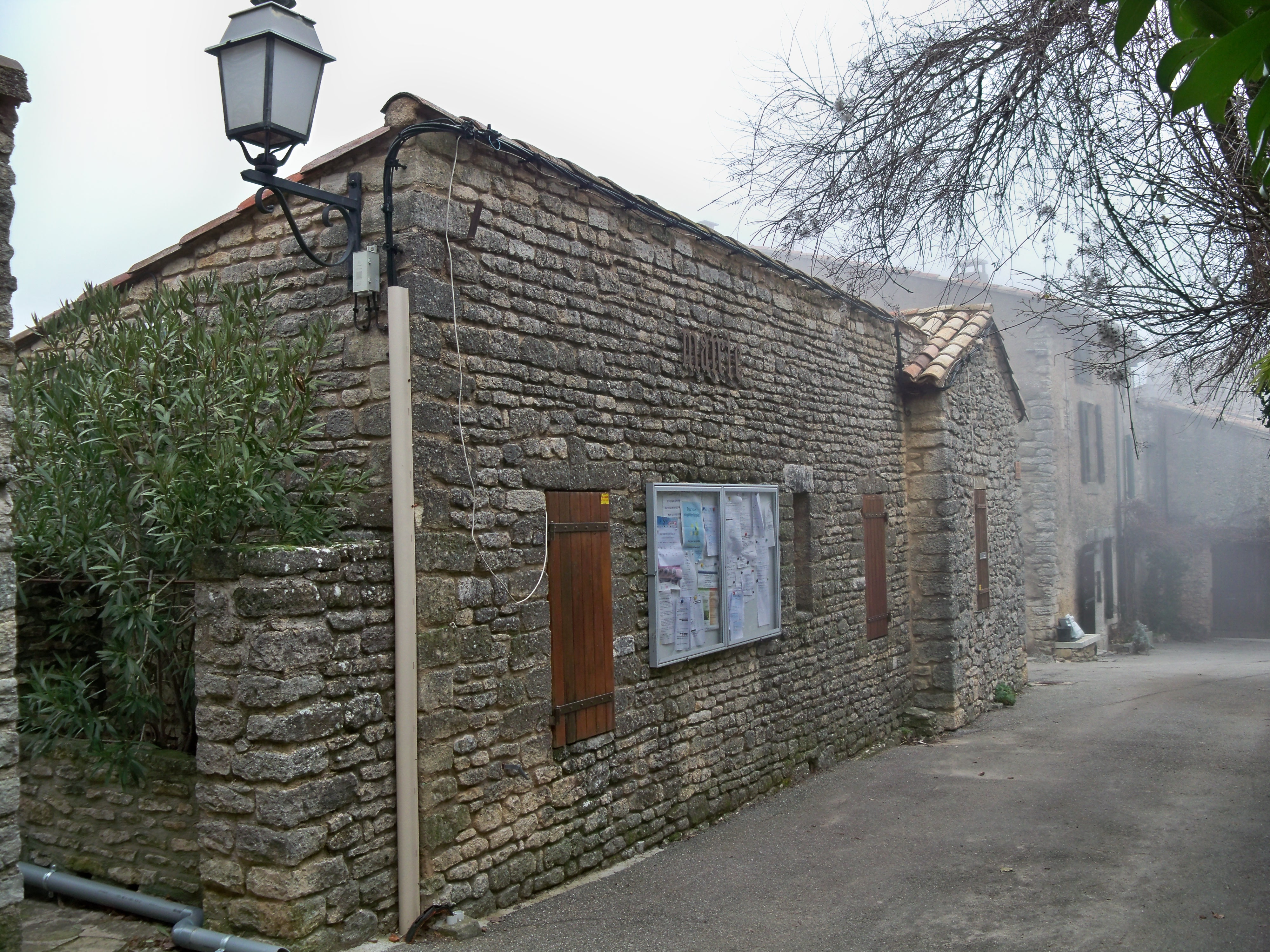
Mairie d'Auribeau.

| Période                                  | Période  | Identité          | Étiquette | Qualité                  |
| ---------------------------------------- | -------- | ----------------- | --------- | ------------------------ |
| 1971                                     | 1983     | Christiane Anglès |           |                          |
| 1983                                     | 2014     | Guy Jussian       | DVG       | Retraité Agricole        |
| 2014                                     | 2015     | Michèle Stein     |           | Paysagiste               |
| 2015                                     | 2020     | Frédéric Nervi    |           | Ingénieur Lavandiculteur |
| 2020                                     | En cours | Roland Cicero     |           |                          |
| Les données manquantes sont à compléter. |          |                   |           |                          |

### Fiscalité
| Taxe                                                | Part communale | Part départementale | Part régionale |
| --------------------------------------------------- | -------------- | ------------------- | -------------- |
| Taxe d'habitation (TH)                              | 4,30 %         | 7,55 %              | 0,00 %         |
| Taxe foncière sur les propriétés bâties (TFPB)      | 3,70 %         | 10,20 %             | 2,36 %         |
| Taxe foncière sur les propriétés non bâties (TFPNB) | 12,70 %        | 28,96 %             | 8,85 %         |
| Taxe professionnelle (TP)                           | 13,00 %        | 13,00 %             | 3,84 %         |

La part régionale de la taxe d'habitation n'est pas applicable.
Les taux d'imposition (part communale) pour la TH, la TFPB et TFPNB n'ont pas varié depuis 1998. Le seul taux ayant changé pendant cette période est la taxe d'enlèvement des ordures ménagères qui est passée progressivement de 6,80 % à 9,36 %[réf. souhaitée].
La taxe professionnelle est remplacée en 2010 par la cotisation foncière des entreprises (CFE) portant sur la valeur locative des biens immobiliers et par la (Légifrance).contribution sur la valeur ajoutée des entreprises (CVAE) (les deux formant la contribution économique territoriale (CET) qui est un impôt local instauré par la loi de finances pour 2010.

## Démographie
Le recensement de 1826, qui ne serait qu'une réactualisation de celui de 1821, n'a pas été retenu.

Le recensement de 1871 a été, pour cause de guerre, repoussé à l'année 1872.

Le recensement de 1941, réalisé selon des instructions différentes, ne peut être qualifié de recensement général, et n'a donné lieu à aucune publication officielle.

Les résultats provisoires du recensement par sondage annuel réalisé en 2004, 2005 et 2006 selon les communes sont tous, par convention, affichés à 2006.

L'évolution du nombre d'habitants est connue à travers les recensements de la population effectués dans la commune depuis 1793. Pour les communes de moins de 10 000 habitants, une enquête de recensement portant sur toute la population est réalisée tous les cinq ans, les populations de référence des années intermédiaires étant quant à elles estimées par interpolation ou extrapolation. Pour la commune, le premier recensement exhaustif entrant dans le cadre du nouveau dispositif a été réalisé en 2008.

En 2022, la commune comptait 70 habitants, en évolution de −2,78 % par rapport à 2016 (Vaucluse : +1,73 %, France hors Mayotte : +2,11 %).
| 1793 | 1800 | 1806 | 1821 | 1831 | 1836 | 1841 | 1846 | 1851 |
| ---- | ---- | ---- | ---- | ---- | ---- | ---- | ---- | ---- |
| 158  | 132  | 164  | 165  | 135  | 127  | 133  | 142  | 126  |

| 1856 | 1861 | 1866 | 1872 | 1876 | 1881 | 1886 | 1891 | 1896 |
| ---- | ---- | ---- | ---- | ---- | ---- | ---- | ---- | ---- |
| 119  | 131  | 118  | 132  | 134  | 123  | 96   | 86   | 79   |

| 1901 | 1906 | 1911 | 1921 | 1926 | 1931 | 1936 | 1946 | 1954 |
| ---- | ---- | ---- | ---- | ---- | ---- | ---- | ---- | ---- |
| 83   | 88   | 77   | 52   | 48   | 45   | 42   | 37   | 30   |

| 1962 | 1968 | 1975 | 1982 | 1990 | 1999 | 2006 | 2008 | 2013 |
| ---- | ---- | ---- | ---- | ---- | ---- | ---- | ---- | ---- |
| 16   | 22   | 30   | 38   | 46   | 59   | 70   | 73   | 74   |

| 2018 | 2022 | - | - | - | - | - | - | - |
| ---- | ---- | - | - | - | - | - | - | - |
| 70   | 70   | - | - | - | - | - | - | - |

## Économie
L'activité économique principale de la commune est basée sur l'agriculture.

### Agriculture
De la lavande, des céréales et des arbres fruitiers (principalement production de cerises-industrie pour les confiseries d'Apt) sont cultivés sur le territoire communal. Aribeau fait également partie de l'aire d’appellation de la cerise des coteaux de Vaucluse. Il existe également une production de miel.
Le vignoble de la commune est classé dans l'appellation d'origine contrôlée (AOC) côtes du Luberon. Les vins qui ne sont pas en appellation d'origine contrôlée peuvent revendiquer, après agrément, le label Vin de pays d'Aigues.

### Tourisme

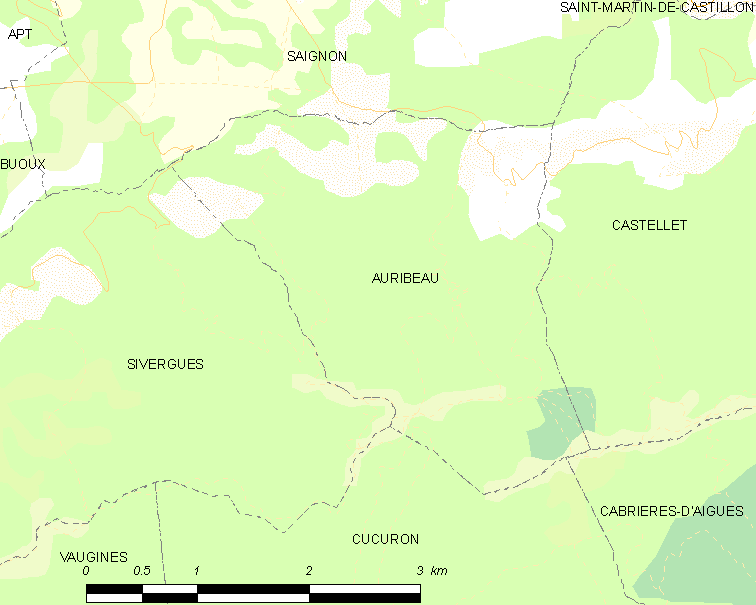
Carte d'Auribeau

Comme l'ensemble des communes du nord-Luberon, le tourisme joue un rôle, directement ou indirectement, dans l'économie locale.
On trouve sur la commune plusieurs chemins de randonnées, ainsi qu'un gite d'étape. Le village est ainsi le point de départ d'une des possibles ascensions du Mourre Nègre, le point culminant du Grand Luberon avec ses 1 125 mètres.
On peut considérer trois principales sortes de tourisme en Luberon. Tout d'abord, le tourisme historique et culturel qui s'appuie sur un patrimoine riche des villages perchés ou sur des festivals. Ensuite, le tourisme détente qui se traduit par un important développement des chambres d'hôtes, de l'hôtellerie et de la location saisonnière, par une concentration importante de piscines et par des animations comme des marchés provençaux. Enfin, le tourisme vert, sans doute le plus important pour cette commune, qui profite des nombreux chemins de randonnées et du cadre protégé qu'offrent le Luberon et ses environs.

## Vie locale
La relative proximité de la ville d'Apt permet l'accès aux supermarchés, grandes surfaces spécialisées, etc.

### Santé
L'hôpital le plus proche est à Apt. Les médecins et pharmacies sont à Apt ou Céreste.

### Sports
Un boulodrome permet la pratique de la pétanque
Les nombreux chemins, dont le GR9, permettent la pratique de randonnées équestres ou pédestres ainsi que la pratique du VTT.

## Culture locale et patrimoine

### Lieux et monuments
Le plus important des villages-refuges du Luberon est Saint-Pierre, toujours dominé par les vestiges de sa tour carrée, un donjon, surplombant les décombres effondrés des maisons en pierres sèches. Dans ce village primitif, construit sur des ruines gallo-romaines, on peut encore voir les murs de la chapelle Saint-Pierre que les spécialistes datent de la seconde moitié du XIIe siècle. Elle porte encore une dédicace «III kl – ivnii deci / cacio» et fut très certainement consacrée par Pierre de Saint-Paul qui fut évêque d’Apt entre 1161 et 1182. De ce site défensif unique – c’est le plus haut village du Luberon – on découvre l’un des plus beaux panoramas sur la vallée du Calavon.
- Église Saint-Pierre-et-Saint-Paul d'Auribeau.

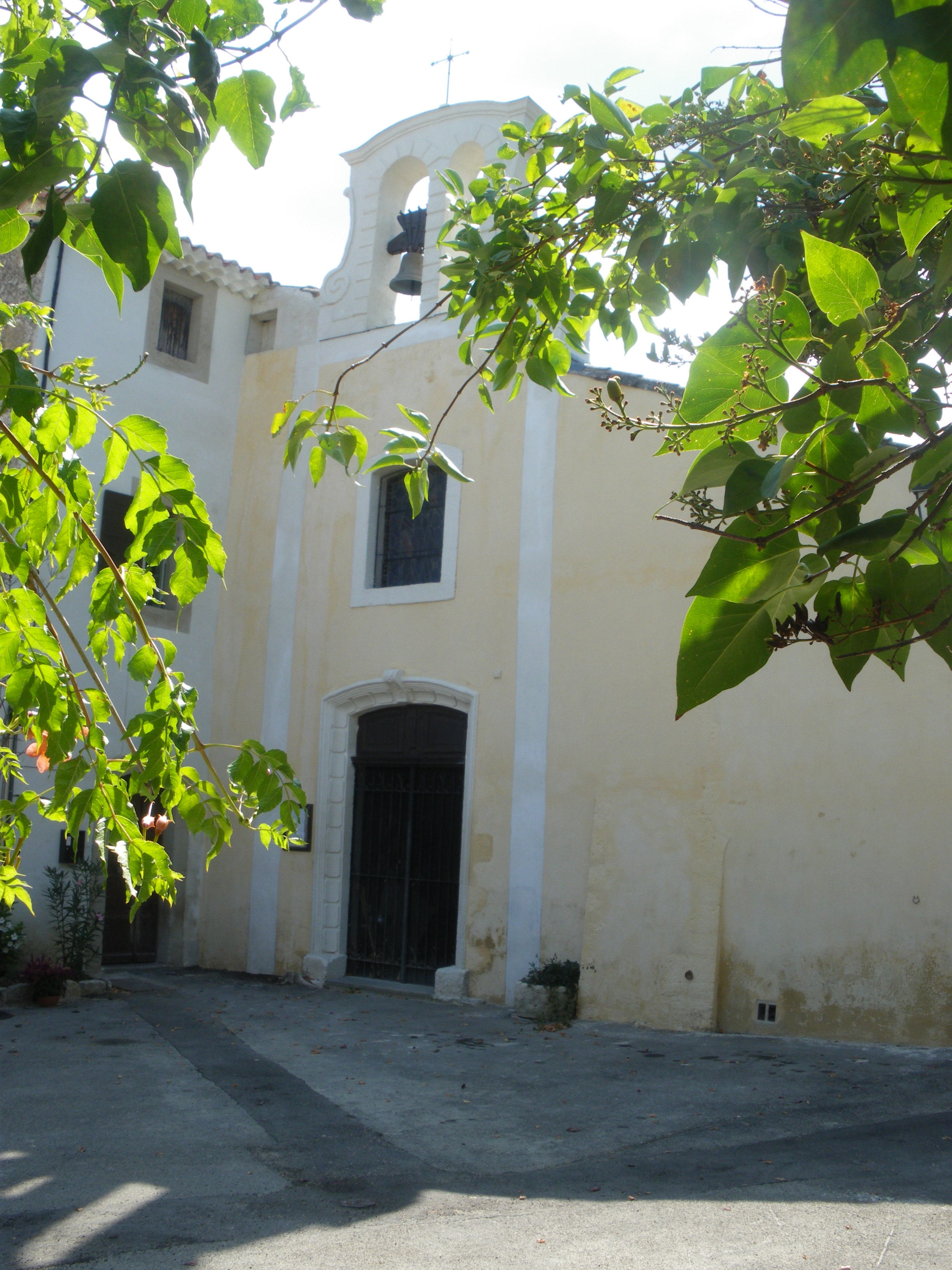
Église d'Auribeau.
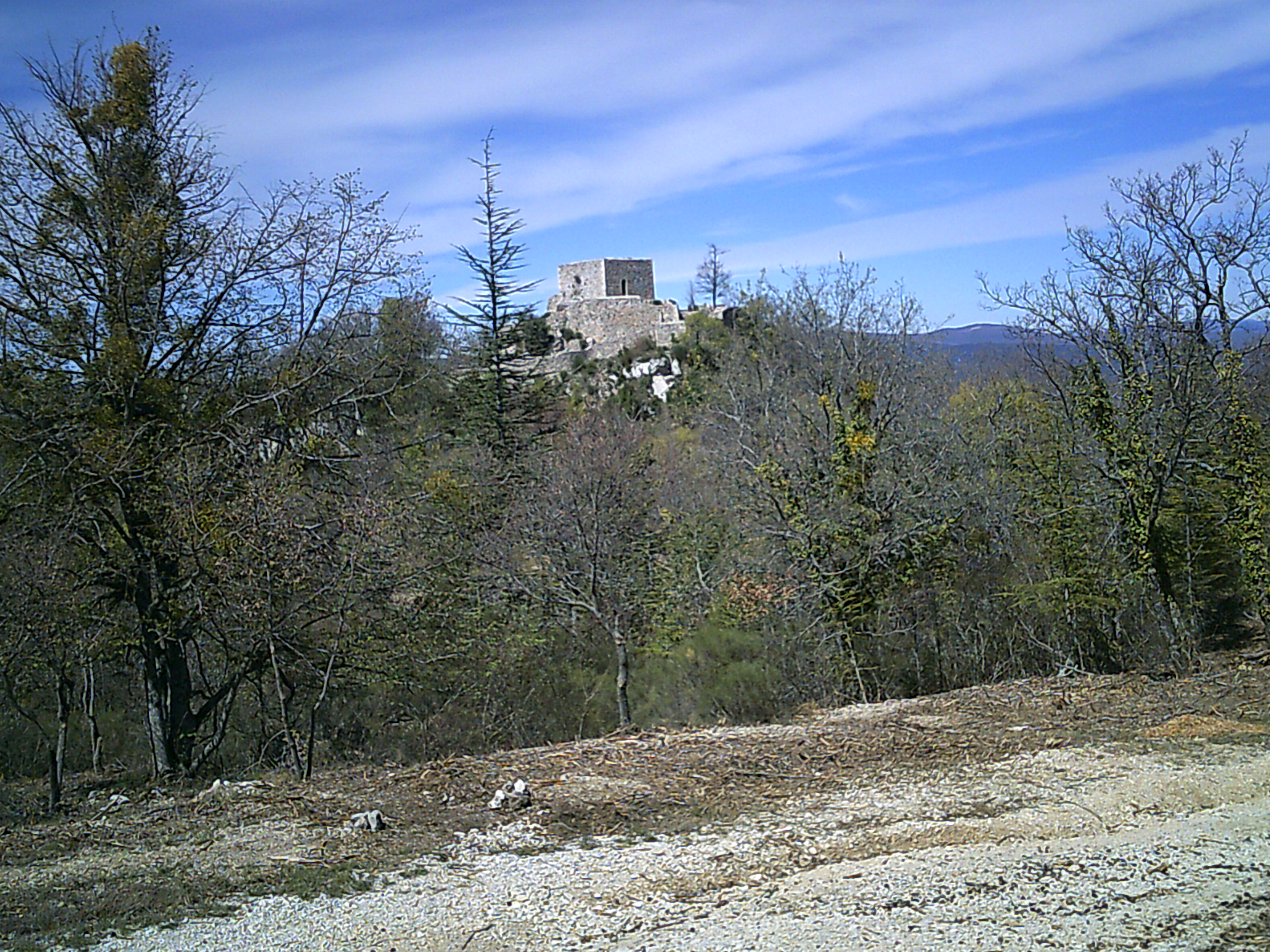
La tour carrée.
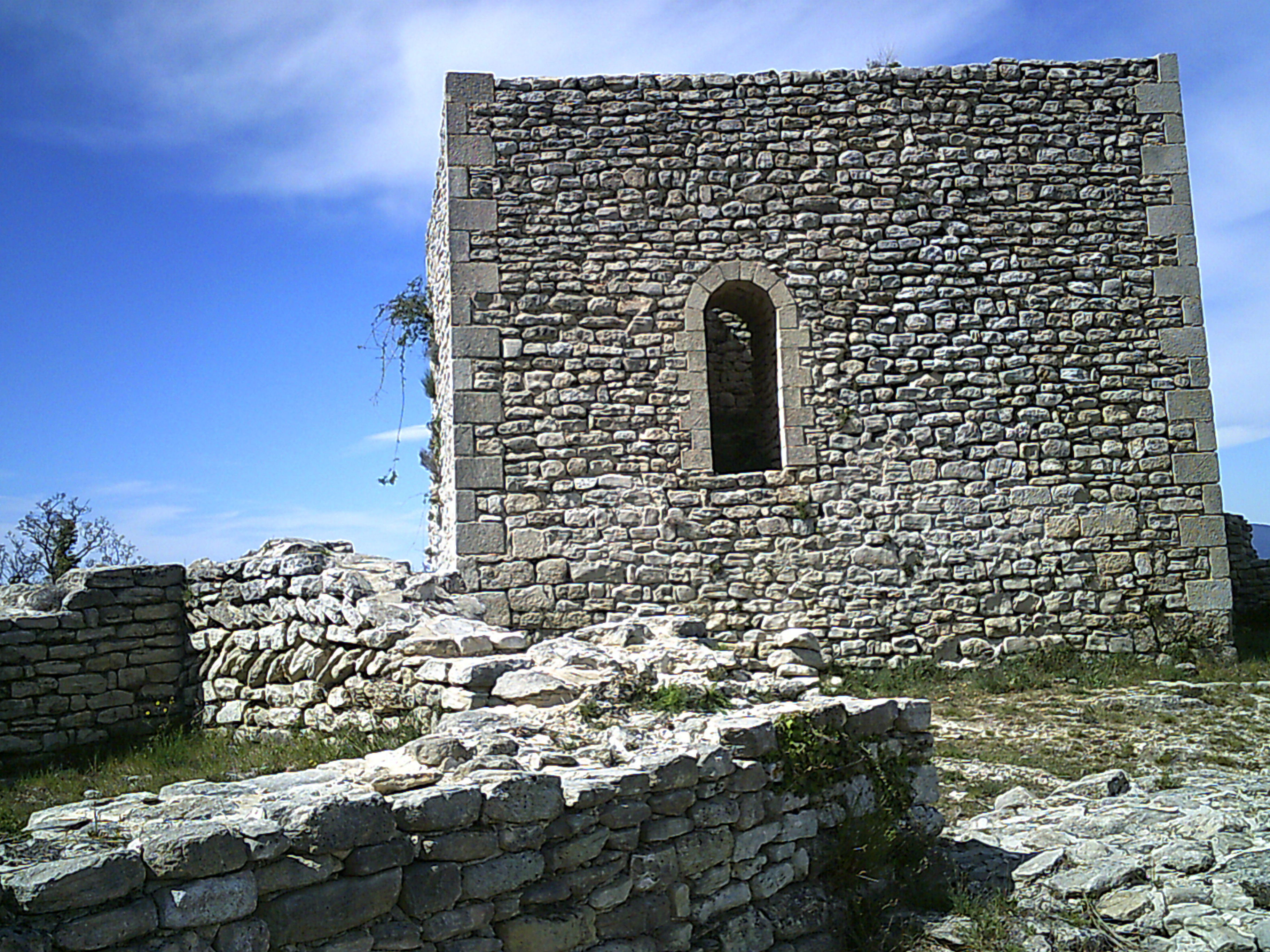
La tour carrée.
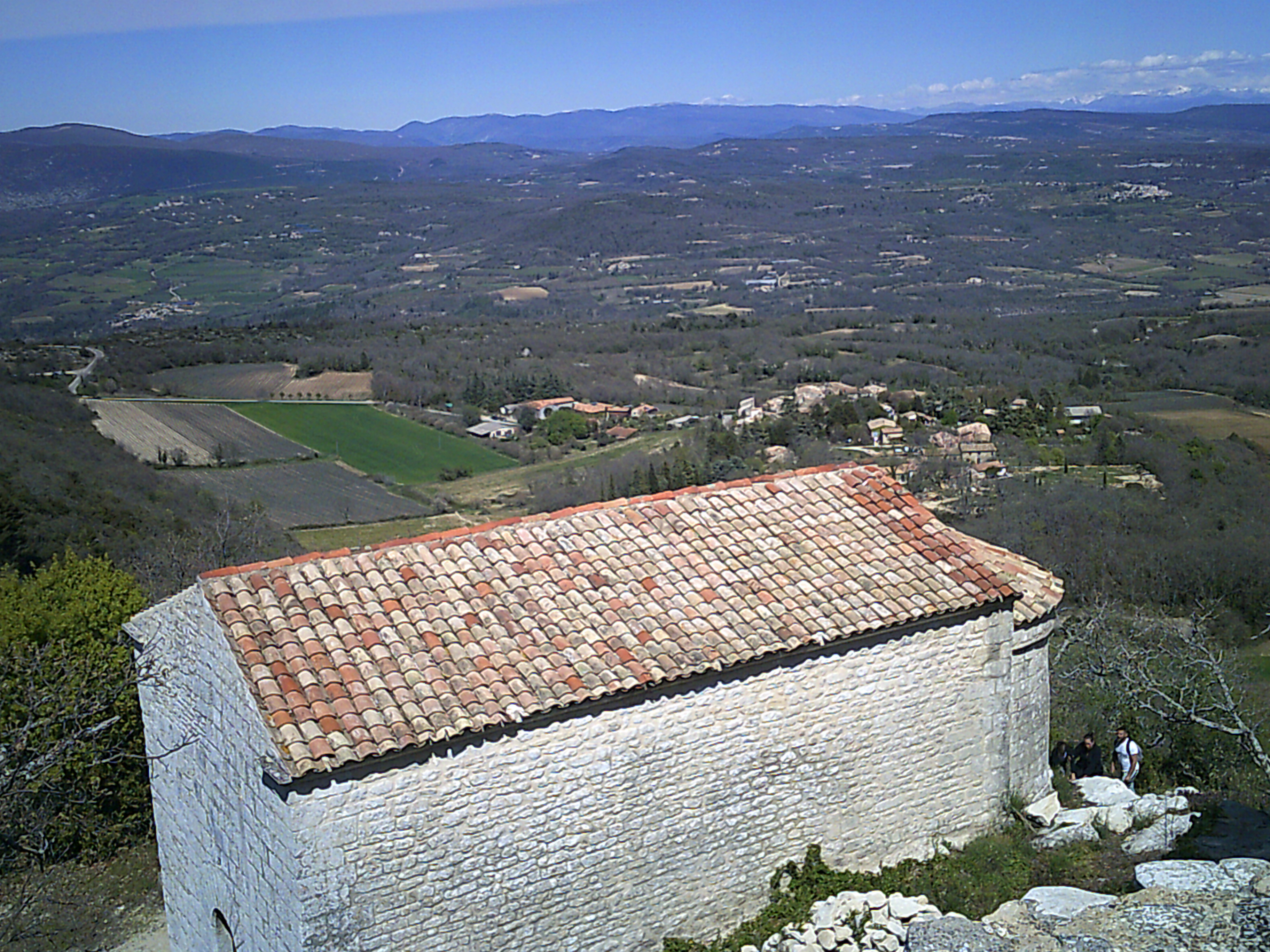
Chapelle Saint-Pierre d'Auribeau et vue au fond sur la montagne de Lure.

### Personnalités liées à la commune
- Olivier Besancenot.